# Akatsi

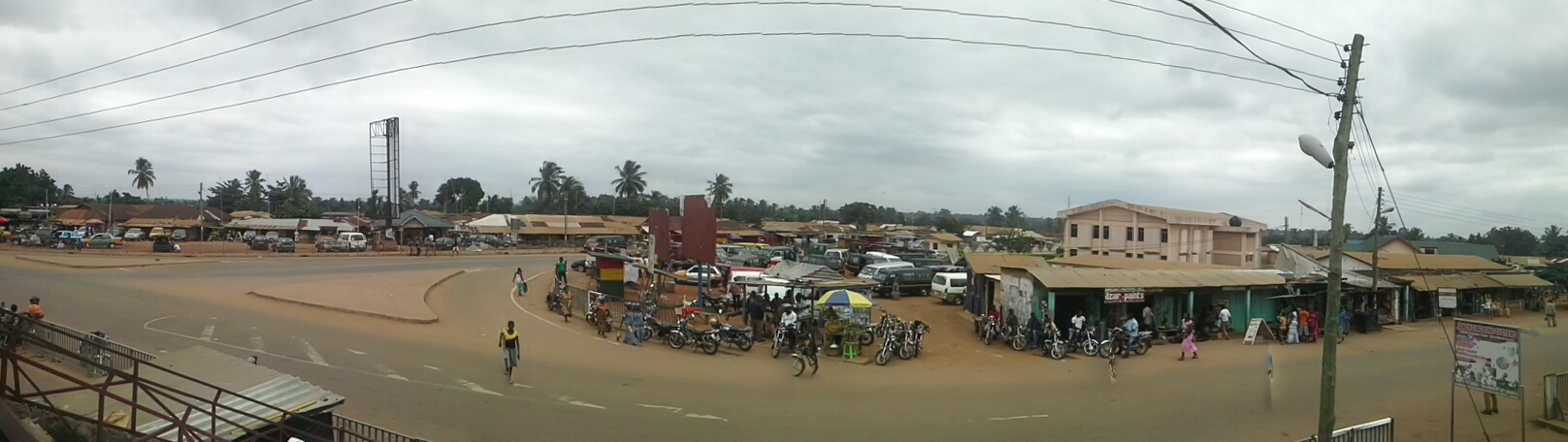
Centrala Akatsi.

Akatsi är en ort i sydöstra Ghana. Den är huvudort för distriktet Akatsi South, och folkmängden uppgick till 31 884 invånare vid folkräkningen 2010.